# گمینا یلشنگا
گمینا یلشنگا (به لهستانی:  Gmina Jeleśnia) یک گمینا در لهستان است که در شهرستان ژویتس واقع شده‌است. گمینا یلشنگا ۱۷۰٫۵۱ کیلومتر مربع مساحت و ۱۳٬۴۵۶ نفر جمعیت دارد.